# Plácido Ellauri
Plácido Ellauri (Buenos Aires, 1815 - Montevideo, 1893) fue un profesor y educador que ocupó el cargo de Rector de la Universidad de la República.

## Biografía
Nació en Buenos Aires en 1815 y su padre fue el presidente José Ellauri. Cursó estudios en la Facultad de Jurisprudencia de la Universidad de la República egresando en 1854 pero desde 1852 y durante 4 décadas estuvo al frente de la cátedra de Filosofía en la Facultad de Estudios Preparatorios de la Universidad.
Sus postulados filosóficos se establecieron considerando el respeto a los derechos individuales (libre albedrío, libertad de pensamiento), la Constitución y las leyes, el sistema democrático en general, el rechazo a la pena de muerte. 
En  1864  el  Poder  Ejecutivo  disolvió  el  Consejo  Universitario y creando un Consejo de Instrucción Pública para reformar y gobernar interinamente la Universidad. 
En 1865 fue nombrado como Fiscal  de  Gobierno  y  Hacienda, cargo en el que estuvo hasta 1867 cuando retornó a la docencia. Fue elegido como rector para el período 1871–1873. Durante su período, propuso  una  reforma, incluyendo presupuesto para una Cátedra de Física y una de Historia Natural.
Impulsó la realización de concursos docentes para las materias en ciencias naturales, hechos que fueron la base para la creación de la Facultad de Medicina en 1876.
Tuvo la oportunidad de volver a asumir el cargo de rector en 1875 a raíz de que el rector y vicerrector recién electos renunciaran y Ellauri fuera nombrado rector por ser el catedrático más antiguo en el Consejo y mantuvo el cargo hasta julio de 1876 cuando se volvieron a hacer las elecciones.

## Obras
- Gramática General : texto del aula de filosofía de la Universidad Mayor de la República (1872)

Publicaba artículos en varios diarios de Montevideo bajo el seudónimo Camilo Demoulins.